# Port lotniczy Qaanaaq
Port lotniczy Qaanaaq (IATA: NAQ, ICAO: BGQQ) – port lotniczy położony 4 km na północny zachód od Qaanaaq, na Grenlandii. Został wybudowany w 1991 r., aby obsługiwać Qaanaaq i okoliczne gminy w świetle faktu, że Baza lotnicza Thule w Pituffik nie jest otwarta dla regularnego ruchu pasażerskiego. Jest to jedyny cywilny port lotniczy na północ od Upernavik.

## Linie lotnicze i połączenia
| Linia Lotnicza | Kierunek                                                               |
| -------------- | ---------------------------------------------------------------------- |
| Air Greenland  | 1. Moriusaq 2. Siorapaluk 3. Thule 4. Upernavik Sezonowo: 1. Ilulissat |